# Aspicilia nordlandica
Aspicilia nordlandica är en lavart som först beskrevs av Hugo Magnusson och som fick sitt nu gällande namn av Gunnar Bror Fritiof Degelius. 
Aspicilia nordlandica ingår i släktet Aspicilia och familjen Megasporaceae. Arten är reproducerande i Sverige.